# Фюжьер, Жан Юрбен
Жан Юрбен Фюжьер (фр. Jean Urbain Fugière; 1752—1813) — французский военный деятель, бригадный генерал (1798 год), участник революционных войн.

## Биография
Родился в семье Жана Фюжьера (фр. Jean Fugière) и его супруги Эме Поликар (фр. Aimée Jeanne Polycart). 22 мая 1770 года поступил на военную службу в пехотный полк Барруа. Служил на море в кампаниях 1780 и 1781 годов. 15 апреля 1784 года вышел в отставку в звании старшего сержанта. 28 апреля 1784 года женился в Сен-Мартен-де-Ре на Марие Монже (фр. Marie Françoise Oudille Mongé; 1746—), от которой имел дочь.
Вернулся на службу и 12 октября 1791 года был избран капитаном 5-й роты 3-го батальона волонтёров департамента Дром. Командовал тремя элитными ротами в составе Альпийской армии и с 14 по 30 октября 1792 года отразил семь нападений пьемонтских войск на селении Сез, расположенное у подножия Малого Сен-Бернара. 4 августа 1793 года произведён в командиры батальона. Принимал участие в осаде Лиона. 5 сентября директория округа Роанн направила его для реквизиции оружия, провизии, боеприпасов и обозов, необходимых для армии. Уважая людей и их собственность, не перегибал палку и сумел избежать голода среди гражданского населения. Он придерживался такого же поведения на протяжении всего времени, когда командовал авангардом в Монбризу и Вильфранше. Ему удалось без единого выстрела рассеять толпу из 600 вооружённых людей, что принесло ему свидетельство о хорошем гражданстве от представителей Шатонёф-Рандона и Паганеля. В ноябре 1793 года переведён в Армию Восточных Пиренеев. Действуя на аванпостах, отбросил 20 ноября 1794 года с горсткой людей сильную колонну врага, пытавшуюся зайти во фланг дивизии Созе. 21 марта 1795 года переведён в 69-ю полубригаду линейной пехоты. 13 июня 1795 года получил звание полковника и возглавил 69-ю. 25 мая 1796 года в Альбенге его полубригада сменила номер на 18-й. Блестяще действовал в составе Итальянской армии Бонапарта в составе дивизии Массена. 4 сентября при Роверето под ним была убита лошадь. В битве при Риволи Бонапарт, проходивший впереди своих войск, сказал ему: «Храбрая 18-я, я знаю тебя, враг не устоит перед тобой» (фр. Brave 18e, je vous connais, l'ennemi ne tiendra pas devant vous). Битва была выиграна, и Фюжьер удостоился чести вышить эти слова на знамени полубригады. 5 марта 1798 года во главе 1500 солдат стремительной штыковой атакой захватил Мюнхенский мост в Нойнеке, обороняемый 7000 неприятельских солдат с 22 орудиями.
23 марта 1798 года произведён в бригадные генералы и был определён в состав Восточной армии. Принял участие в Египетской экспедиции. С 10 мая 1798 года командовал бригадой (9-я и 85-я линейные полубригады) 5-й пехотной дивизии генерала Ренье. Проявил большую доблесть в битве у пирамид. 3 августа 1798 года назначен командующим провинции Гарбьех. 30 января 1799 года помимо Гарбьеха возглавил провинцию Мансура. 25 июля 1799 года в составе дивизии Рампона отличился в сражении при Абукире, где ему было поручено атаковать справа окопы, воздвигнутые противником на берегу моря. В ходе наступления он был ранен пулей в голову и получил ещё одно ранение в левую руку: весь окровавленный, он отступал с поля боя, когда пушечное ядро оторвало ту же руку и потребовала немедленной ампутации сустава, болезненной операции, которая на мгновение подвергла его смертельной опасности и которую он мужественно перенёс посреди огня и в присутствии главнокомандующего. В награду за его поведение главнокомандующий дал ему свою собственную саблю, на которой он выгравировал: «Битва при пирамидах, битва при Абукире, главнокомандующий Клебер бригадному генералу Фюжьеру, от имени исполнительногй Директории». С 4 января по 8 апреля 1801 года выполнял функции коменданта Розетты. После возвращения во Францию и высадки в Тулоне, получил от Бонапарта письмо, где говорилось: «18-я ты всегда будешь исполнять свой долг с честью и достоинством. Рассчитывайте на моё уважение и чувства, которые я испытываю к вам».
15 марта 1802 года получил должность главнокомандующего отделения инвалидов в 8-м военном округе и поселился в Авиньоне. 18 февраля 1812 года занял пост командующего департамента Воклюз. Умер 17 декабря 1813 года в Авиньоне в возрасте 61 года и был похоронен на кладбище Сен-Веран.

## Воинские звания
- Солдат (22 мая 1770 года);
- Капрал (15 февраля 1773 года);
- Сержант (25 апреля 1775 года);
- Старший сержант (20 июня 1781 года);
- Капитан (12 октября 1791 года);
- Командир батальона (4 августа 1793 года);
- Полковник (13 июня 1795 года);
- Бригадный генерал (23 марта 1798 года).

## Награды
Легионер ордена Почётного легиона (14 июня 1804 года)
 Офицер ордена Почётного легиона (26 декабря 1804 года)